# Ixonanthes reticulata
Ixonanthes reticulata là một loài thực vật có hoa trong họ Ixonanthaceae. Loài này được Jack mô tả khoa học đầu tiên năm 1822.